# Władysław Matuszkiewicz
Władysław Józef Matuszkiewicz (* 11. April 1921 in Lemberg; † 11. Oktober 2013) war ein polnischer Geobotaniker und Pflanzensoziologe. Sein botanisches Autorenkürzel lautet „Matuszk“.

## Leben
Wladyslaw Matuszkiewicz wuchs in Częstochowa auf und zog um 1935 nach Lemberg, wo er das Gymnasium besuchte. 1939 machte er sein Abitur. Während der deutschen Besatzung im Zweiten Weltkrieg arbeitete er am Biologischen Institut der Universität Lemberg bei den Professoren Rudolf Weigl und Stanisław Kulczyński, wo er auch seine künftige Frau kennenlernte. 1945 heiratete er Aniela Sadłowską. 1946 wechselte er von Lemberg an die Universität Breslau und 1947 an die Maria-Curie-Skłodowska-Universität in Lublin, wo er zunächst an der Fakultät für Pharmazie sowie an der Landwirtschaftlichen Fakultät eine Anstellung fand. Ebenfalls 1947 wurde er zum Dr. promoviert.
1952 erhielt er einen Ruf an die Universität Warschau, wo er sich mit pflanzensoziologischen Problemen beschäftigte. Hauptforschungsgebiet waren die Vegetationsverhältnisse im Białowieża-Nationalpark, wo er eine geobotanische Station einrichtete und sich 1953 auch mit seiner Familie niederließ.
Er war Autor zahlreicher Werke über Vegetationskunde und Pflanzensoziologie. Außerdem hat er als Übersetzer geobotanischer Literatur aus dem Deutschen ins Polnische gewirkt.
Die Stadt Rinteln ehrte Matuszkiewicz 1987 als ersten Preisträger mit dem Reinhold-Tüxen-Preis. Zudem wurde er 1997 Ehrenmitglied in der International Association of Vegetation Science.

## Werke
- Przewodnik do oznaczania zbiorowisk roślinnych Polski. Wyd. Naukowe PWN, Warschau 2006, ISBN 83-01-14439-4 (Leitfaden zur Bestimmung der Vegetation Polens).